# هاوپا
هاوپا که با نام سازمان ناسیونال سوسیالیستی کُرد (PSNK)، (به کُردی: ڕێکخراویی هاوپایی نه‌ته‌وه‌یی کوردستان) نیز شناخته می‌شود، یک جنبش زیرزمینی ملی‌گرای افراطی، نئونازی و ضد دولتی کُرد در اقلیم کردستان عراق است. هاوپا در اولین روز نوروز سال ۲۰۲۰ تأسیس شد. هاوپا کمپینی را برای ترویج این باور خود که اعراب باید از منطقه کردستان اخراج شوند، در حالی که ترکمن‌ها و آشوری‌ها در معرض نسل‌کشی قرار گیرند، آغاز کرده است.

## ایدئولوژی
هاوپا ادعا می‌کند که ایدئولوژی‌اش متعلق به موضع سوم است و برای ایجاد یک دولت کورپوراتیستی تلاش می‌کند. ایدئولوژی هاوپا ریشه در حزب‌های کُردی مانند هیوا (۱۹۳۹–۱۹۴۶) و حزب کاجیک (۱۹۵۹–۱۹۷۵) دارد که بر اساس ایده‌های فاشیستی و نازی تأسیس شدند. علاوه بر این، این ایدئولوژی به سیاستمداران و چهره‌های سابق کُرد مانند رمزی نافی و رفیق حلمی نیز اشاره دارد.

## تاریخچه
این حزب پس از شرکت فعال در جشنواره نوروز ۲۰۲۲ که در دیاربکر برگزار شد، به رسمیت شناخته شد. در طول جشنواره، آنها پرچم‌هایی با تصویر پرچم خود و همچنین پرچم‌هایی مزین به تصاویر قاضی محمد و رمزی نافی را به‌طور برجسته به اهتزاز درآوردند. گزاریش‌هایی مبنی بر انجام حملات توسط آنها علیه کمونیست‌های ترکیه و اعضای جامعه ال‌جی‌بی‌تی وجود داشت.